# 中宇利石

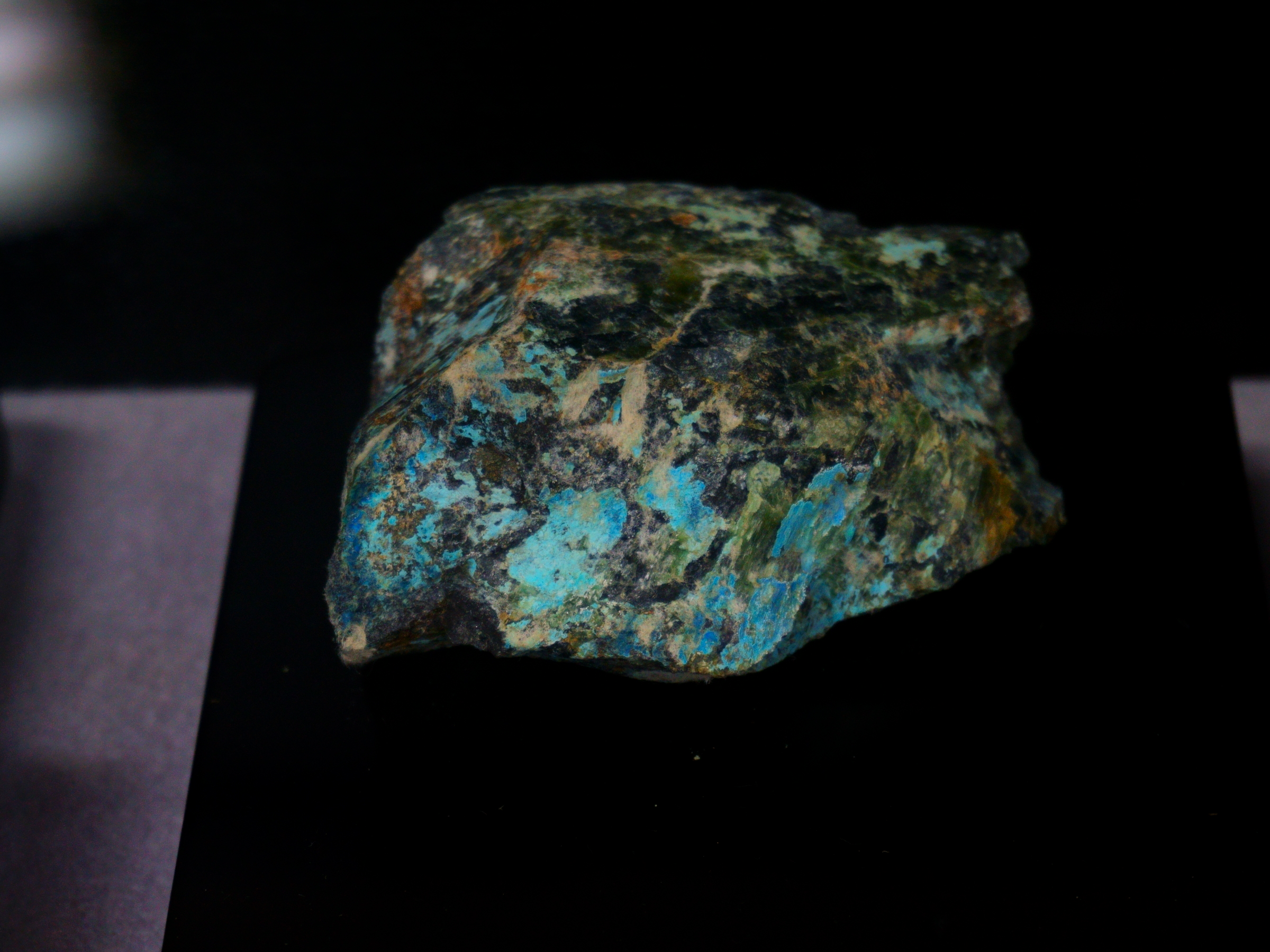
中宇利石の鉱石（秋田大学附属鉱業博物館所蔵）

中宇利石（なかうりせき、 Nakauriite）は、1976年に発表された日本産新鉱物で、愛知教育大学の鉱物学者鈴木重人などにより、愛知県新城市の中宇利鉱山で発見された。 化学組成は(Mn,Ni,Cu)8(SO4)4(CO3)(OH)6・48H2Oとされており、斜方晶系。発見地の鉱山名から命名された。
蛇紋岩中に空色の針状結晶として産出する。このため、鈴木は当初「Namaqualith（現在の炭酸青針銅鉱）様鉱物」として報告した。
発見者の鈴木は、本鉱物研究の業績により櫻井記念会から櫻井賞を受賞した。
ただし、鈴木は不純物を多く含む中宇利石をXRFで分析し、チャートからクリソタイルに含まれる元素を減算して組成式を導き出した。その結果として硫酸塩を多く含み、マグネシウムを含まない上記の化学組成は長く疑問視されており、2007年に(Mg,Cu)x(CO3)y(OH)z・nH2O（x,y,zの数値は未解明）という組成が提唱された。2019年には鈴木のIRスペクトルが再検討され、硫酸塩は含まれないことが確認されて新たに(Mg3Cu2+)(OH)6(CO3)･4H2Oという組成が提唱された。
また、結晶構造など未解明な点が多い（粉末のX線回折パターンにより同定は可能である）。